# Neopodocotyloides sinusaccus
Neopodocotyloides sinusaccus är en plattmaskart. Neopodocotyloides sinusaccus ingår i släktet Neopodocotyloides och familjen Opecoelidae. Inga underarter finns listade i Catalogue of Life.